# Килинкаров, Спиридон Павлович
Спиридон Павлович Килинкаров (укр. Спірідон Павлович Кілінкаров; род. 14 сентября 1968, Луганск, УССР, СССР) — украинский общественный и политический деятель, бывший член Компартии Украины (исключён в 2015 году), народный депутат Верховной рады Украины V, VI и VII созывов. Эксперт государственных российских телевизионных каналов по украинско-российским отношениям и внутренней политической ситуации на Украине с 2014 года.

## Биография
Родился 14 сентября 1968 года в Луганске в семье греческого происхождения. Отец Павел Леванович работал слесарем, затем начальником отдела снабжения на автосборочном заводе, мать Зинаида Спиридоновна — домохозяйка.
В 1985 году окончил среднюю школу № 25 (классный руководитель О. Н. Пангерникова).
Был призван в ряды Советской армии, в 1987 году участвовал в ликвидации последствий аварии на Чернобыльской АЭС (в/ч № 73413). Работал также грузчиком на автосборочном заводе.
В 1992 году окончил механический факультет Луганского машиностроительного института по специальности «инженер-технолог» и стал заниматься бизнесом, связанным с автомобильным ремонтом.
В 1992—1995 годах — начальник отдела снабжения и сбыта общества «Союзавто», соучредитель фирмы «Полное товарищество».
В 1995 году начал работать в Жовтневском райисполкоме Луганска начальником отдела по делам семьи и молодёжи.
С 1996 года работал помощником Первого секретаря Луганского обкома КПУ Владимира Землякова.
В 1998 году окончил магистратуру ВНУ по специальности «Государственное управление».
В 1998—2006 годах — помощник-консультант народного депутата Украины Сергея Дорогунцова.
В январе 2001 года вступил в КПУ, был избран заведующим общим отделом обкома, в 2002 году — секретарём по СМИ и в мае 2005 года избран первым секретарём Луганского обкома партии. Член ЦК КПУ с 2003 года.
Избирался депутатом Верховной рады Украины V созыва (№ 3 в избирательном списке), VI созыва (№ 15 в списке) и VII созыва (№ 4 в списке).
В 2006—2007 годах был секретарём комитета Верховной рады V созыва по вопросам социальной политики и труда.
В 2007—2012 годах — секретарь комитета по вопросам европейской интеграции.
С декабря 2012 года — глава комитета Верховной рады по вопросам строительства, градостроительства, жилищно-коммунального хозяйства и региональной политики.
В 2010 году баллотировался на пост городского главы Луганска, отстав, по официальным данным, от фаворита выборов регионала Сергея Кравченко всего на 21 голос. Итоги выборов не признал, обвинив Партию Регионов в фальсификации.
Летом 2014 года на украинском ТВ вышел сюжет, согласно которому в селе Стукалова Балка под Луганском на даче Килинкарова бойцы батальона «Айдар» обнаружили 2 гранатомёта новейшей модификации российского производства и ящик гранат. Сам депутат обвинил участников штурма его дачного участка в разграблении дома.
К апрелю 2015 года Килинкаров был одним из четырёх бывших нардепов VII созыва, которые отказались покинуть служебное помещение после прекращения своих полномочий.
Летом 2015 года Килинкаров как глава Луганского обкома КПУ выразил недоверие Петру Симоненко и отказался участвовать в его новом политическом проекте «Левая оппозиция». 2 декабря этого же года решением Президиума ЦК Компартии Украины «за раскольническую позицию, демонстративное невыполнение и игнорирование решений Центрального Комитета и его Президиума» глава Луганского обкома Спиридон Килинкаров снят с должности, а сама партийная организация расформирована.
После Евромайдана на Украине живёт в Москве. С 2014 года комментирует события, происходящие на Украине. Постоянный эксперт и участник общественно-политических ток-шоу «Время покажет», «Вечер с Владимиром Соловьёвым» (ведущий считает его своим другом), «60 минут», «Своя правда» на государственных российских телеканалах. С августа 2020 года также высказывается на темы российско-белорусских отношений, внутренней политической ситуации в Белоруссии после выборов президента республики и отравления Алексея Навального.

## Санкции
15 января 2023 года, на фоне вторжения России на Украину, Килинкаров внесён в санкционный список Украины так как «он распространяет кремлёвскую дезинформацию и пропаганду и поддерживает войну против Украины».
17 марта 2023 года Килинкаров внесён в санкционный список Латвии за «поддержку зверств совершенных кремлёвским режимом», с запретом въезда в страну.

## Семья
Жена Ирина Сергеевна (1967 г. р.), трое детей: Дмитрий (1996), София и Дарья (2008).